# Wolfgang (Film)
Wolfgang ist ein dänischer Kurzfilm aus dem Jahr 1997. Die Komödie war bei der Oscarverleihung 1998 in der Kategorie Bester Kurzfilm nominiert, gewonnen hat den Preis allerdings Visas and Virtue.

## Handlung
Kurz vor Konzertbeginn hat der Dirigent und Komponist Werner vor allem drei Probleme: Arne, der erste Violinist des Orchesters, ist falsch gekleidet, Gert, der die Tuba spielt, ist nicht da und im spärlichen Publikum sitzt ungeduldig wartend seine Mutter. Es stellt sich heraus, dass Gert auf dem Turm des Konzerthauses gestiegen ist und eigentlich lieber Geige spielen will. Im Gespräch zwischen Werner und Gert wird klar, dass beide Muttersöhnchen sind, die noch keine Liebesbeziehung in ihrem Leben hatten. Doch Werners Mutter unterbricht beharrlich die Unterhaltung und nennt Werner andauernd Wolfgang. Sie droht in Ohnmacht zu fallen. Werner fragt nun, warum sie ihn eigentlich Wolfgang nennt. Sie antwortet, dass man schließlich noch nie von einem Komponisten namens Werner gehört habe, und setzt zu einer langen Rede über ihre Verdienste im Leben ihres Sohnes an. Diese Ausführungen überzeugen Gert, doch zu spielen. Als sich alle im Konzertsaal versammelt haben und die Aufführung beginnen soll, stellt Werner fest, dass seine Mutter gestorben ist. Erleichtert verlässt er den Saal, nur um im Foyer auf seine Großmutter mütterlicherseits samt Gefolge zu treffen, die ihn schon von weitem mit Wolfgang begrüßt.